# Failbetter Games
Failbetter Games es una desarrolladora de videojuegos británica y un estudio de ficción interactiva con sede en Londres.

## Historia
Fundada en 2009 por Alexis Kennedy y Paul Arendt, Failbetter es conocida principalmente por su franquicia victoriana gótica Fallen London (que comprende, hasta la fecha, los juegos de navegador Fallen London y Silver Tree, y los videojuegos Sunless Sea, Sunless Skies y Mask of the Rose ), y que se ha ganado un culto de aficionados. Failbetter, también, fue contratado por BioWare para desarrollar un prólogo para Dragon Age: Inquisition en formato de juego de navegador,  y por el editor británico Harvill Secker para crear un juego de rompecabezas que acompañe a la novela El Circo de la Noche. El estudio ha sido constantemente aclamado  por la calidad de su escritura, su construcción de mundos y la narración.
En 2016, Alexis Kennedy dejó Failbetter, citando su deseo de trabajar con una variedad de otros estudios y trabajar en sus propios proyectos más pequeños y experimentales.
En febrero de 2017, Failbetter realizó un exitoso Kickstarter para la secuela de Sunless Sea, Sunless Skies, recaudando casi medio millón de dólares. Sin embargo, en diciembre de ese mismo año, Failbetter despidió inesperadamente a cuatro miembros del personal, debido al bajo rendimiento de la versión para iPad de Sunless Sea y las bajas ventas de Sunless Skies en el acceso temprano del juego. Failbetter fue posteriormente el objetivo de un informe de investigación extenso pero no concluyente por parte de Eurogamer, en el que dan constancia de que Kennedy y otro miembro anónimo del personal afirmaron que se había desarrollado una mala gestión y una cultura "tóxica" desde la partida de Kennedy.
La última obra de Failbetter es una novela visual romántica ambientada en el universo de Fallen London llamada Mask of the Rose, que cuenta la historia previa de los otros juegos de la franquicia.

## Juegos desarrollados
| Año  | Título                                  | Plataforma(s)                                                             |
| ---- | --------------------------------------- | ------------------------------------------------------------------------- |
| 2009 | Fallen London                           | Android, Navegador, iOS                                                   |
| 2012 | Tales of Fallen London: The Silver Tree | Navegador                                                                 |
| 2014 | Dragon Age: The Last Court              | Navegador                                                                 |
| 2015 | Sunless Sea                             | iOS, Linux, Microsoft Windows, Nintendo Switch, OS X, PlayStation 4       |
| 2019 | Sunless Skies                           | Linux, macOS, Microsoft Windows, Xbox One, PlayStation 4, Nintendo Switch |
| 2023 | Mask of the Rose                        | Linux, macOS, Microsoft Windows                                           |